# Église Saint-Nicolas de Manastir
Pour les articles homonymes, voir Église Saint-Nicolas.
L'église Saint-Nicolas de Manastir (en serbe cyrillique : Црква светог Николе у селу Манастир ; en serbe latin : Crkva svetog Nikole u selu Manastir) est une église orthodoxe serbe serbe située à Manastir, dans le district de Nišava et sur le territoire de la ville de Niš en Serbie. Elle est inscrite sur la liste des monuments culturels protégés de la république de Serbie (no SK 590),,.
L'église est située dans la gorge de Sićevo, creusée par rivière Nišava.

## Présentation
En 1498, un monastère situé à l'emplacement de l'actuelle église est mentionné dans un « defter » ottoman ; il ne comptait alors qu'un seul moine. Au recensement de 1516, le monastère n'est plus mentionné mais il réapparaît dans le recensement de 1564 et est habité par un seul moine.
L'église actuelle a été construite en 1838.

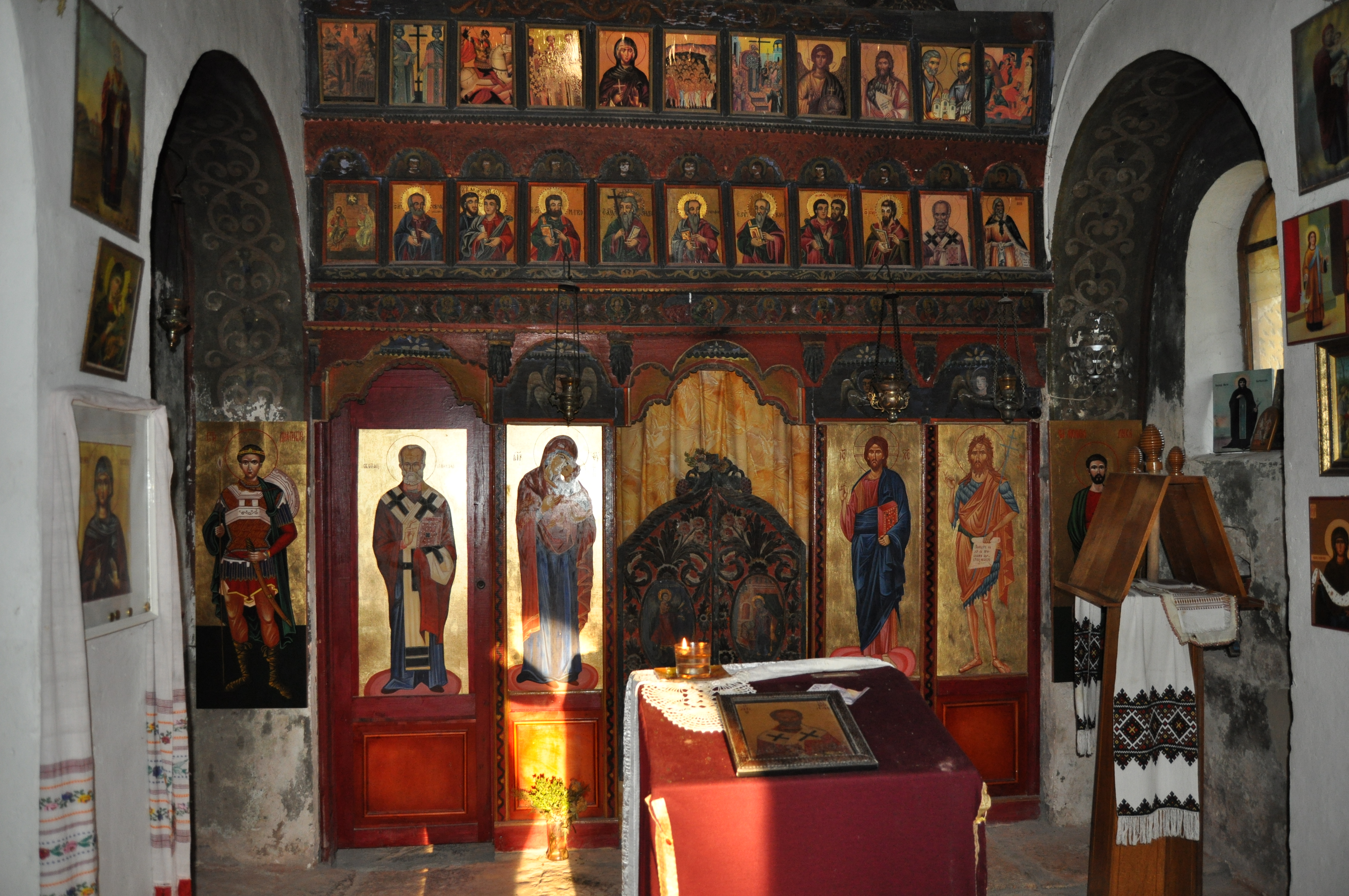
L'iconostase de l'église

Près de l'église se trouvent plusieurs pierres tombales attestant qu'autrefois un cimetière se trouvait à cet endroit.

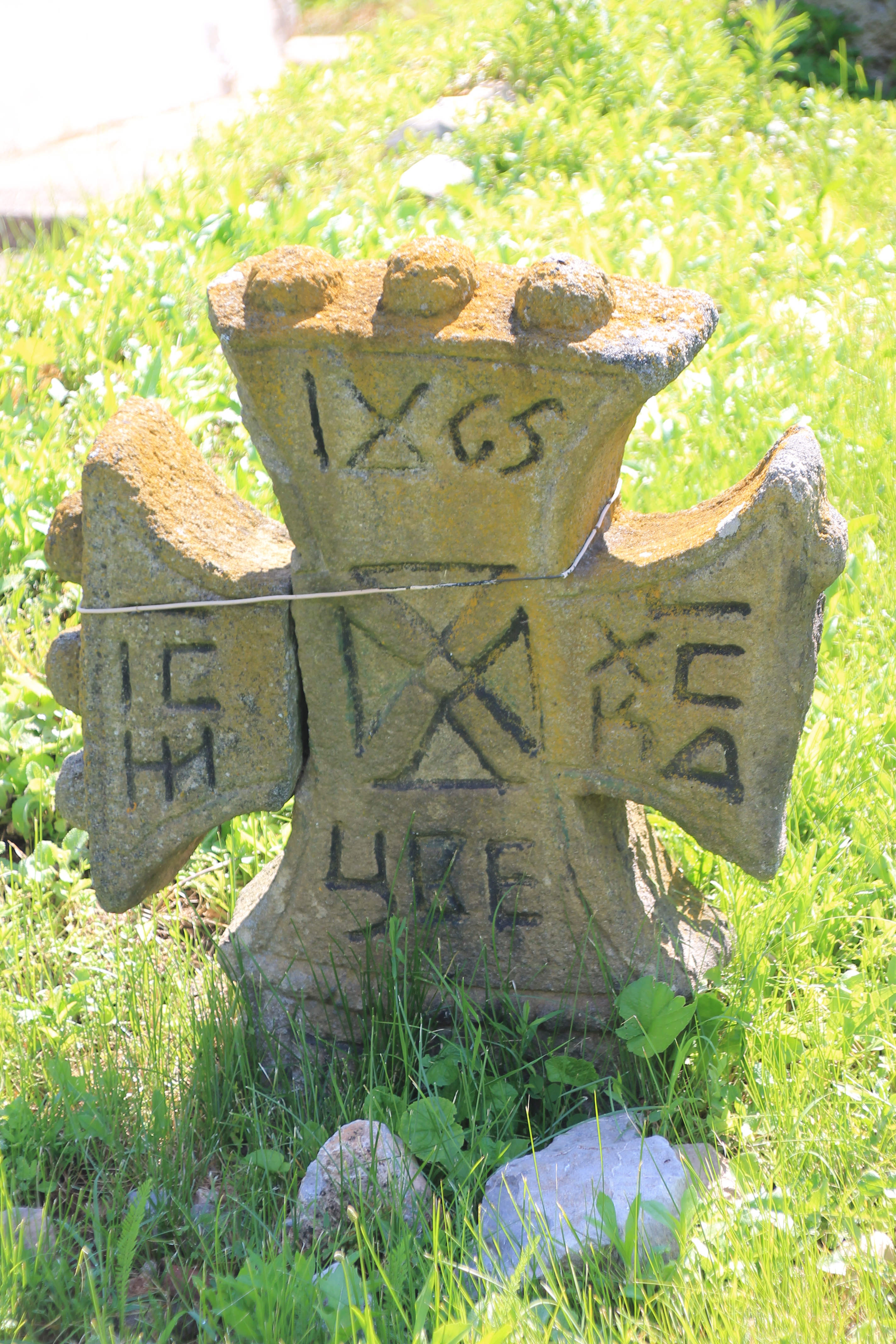
Pierres tombales près de l'église
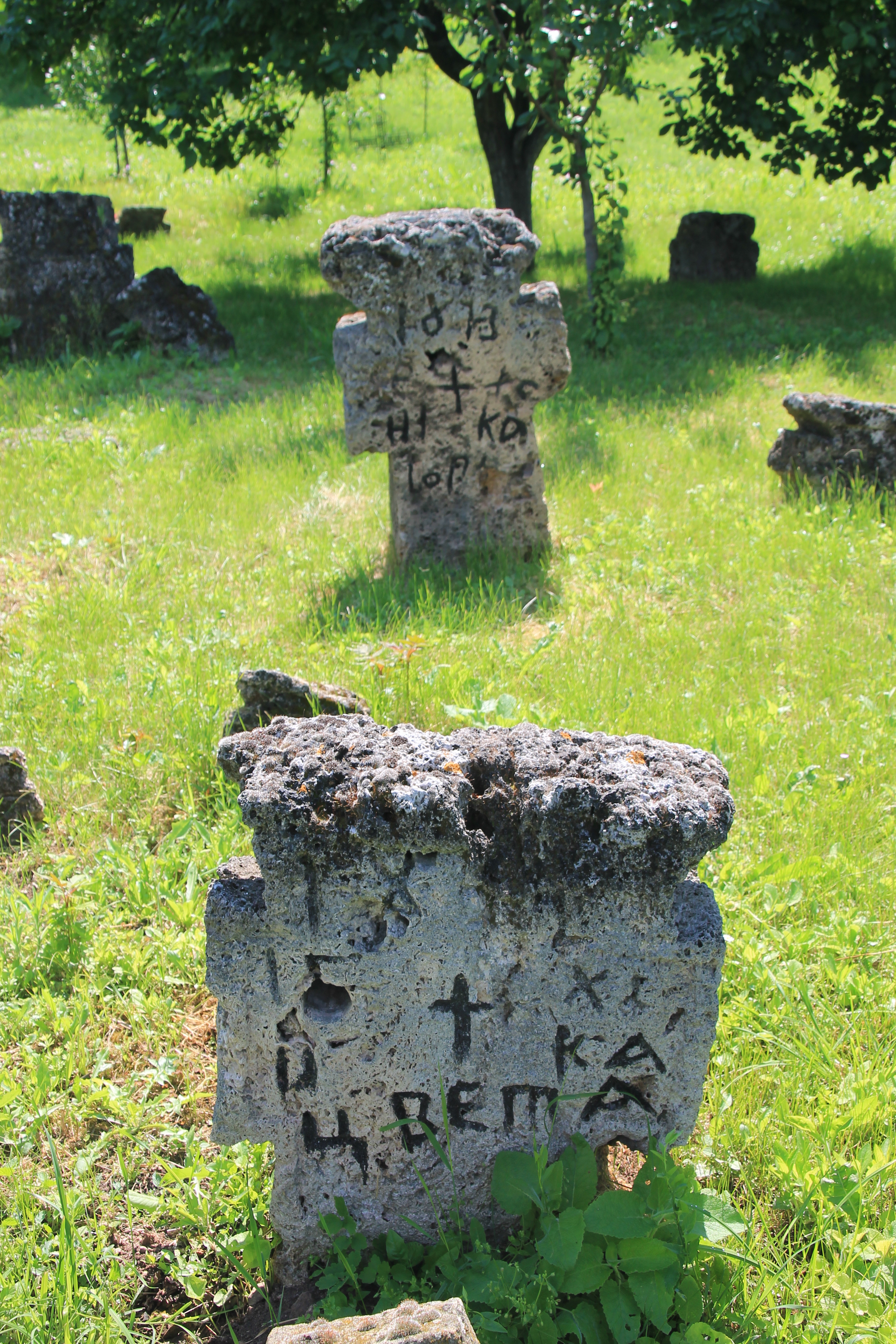
Détail d'une pierre tombale